# Rắn khiếm Nagao
Rắn khiếm Nagao (danh pháp khoa học: Oligodon nagao) là một loài rắn thuộc chi Rắn khiếm được phát hiện năm 2012. Tên khoa học của nó được đặt theo Quỹ Môi trường Thiên nhiên Nagao của Nhật Bản vì quỹ đã hỗ trợ cho công tác nghiên cứu và bảo tồn đa dạng sinh học tại các nước đang phát triển ở khu vực châu Á-Thái Bình Dương .
Loài rắn này sinh sống ở phía nam Trung Quốc, tây bắc Việt Nam và đông bắc Lào. Rắn khiếm Nagao có đầu dài và thân từ 561 đến 680 mm; dài đuôi 92–107 mm. Chúng có 15 hoặc 17 hàng vảy thân ở giữa lưng; bụng màu kem với nhiều đốm nhỏ màu đen.